# Молоток, Игорь Фёдорович
И́горь Фёдорович Молото́к (укр. І́гор Фе́дорович Молото́к; род. 4 июня 1967, Шостка, Сумская область) — Народный депутат Украины VII—IX созывов.

## Образование
- В 1995 году окончил Сумской государственный университет по специальности «промышленная электроника».

## Трудовая деятельность
- 1985—1989 гг. — электромонтер Шосткинского завода «Звезда»
- 1989—1993 гг. — электрик в управлении строительного треста «Шостхимстрой»
- 1993—1997 гг. — заместитель директора ООО «Выбор» г. Шостка
- 1995—2005 гг. — заместитель директора ООО «ВИСТ» г. Шостка
- 2000—2003 гг. — заместитель директора, директор ООО «НЭКС ЛТД», г. Шостка
- 2003—2012 гг. — генеральный директор ООО «Вант» ЛТД
- 2006—2012 гг. — председатель наблюдательного совета Шосткинского ТЭЦ

## Политическая карьера
На парламентских выборах 2012 года избран народным депутатом Украины по одномандатному мажоритарному избирательному округу № 160. По результатам голосования одержал победу набрав 31,50 % голосов избирателей. С 2012 по 2014 год — народный депутат Украины VII созыва. Член депутатской группы «Суверенная европейская Украина», Председатель подкомитета по вопросам инвестиционных программ государственного бюджета Комитета Верховной Рады Украины по вопросам бюджета.
В 2014 году на внеочередных выборах в Верховную Раду VIII созыв во второй раз избран народным депутатом Украины по избирательному округу № 160 (Сумская область). Член депутатской группы «Воля народа». Председатель подкомитета по вопросам социальных программ государственного бюджета Комитета Верховной Рады Украины по вопросам бюджета.
25 декабря 2018 года включён в санкционный список России.

## Ссылка
- Персональний сайт
- Профиль Игоря Молотка в Facebook
- Верховная Рада Украины